# Abanicodammen
Abanicodammen är en dammbyggnad i Ecuador.   Den ligger i provinsen Morona Santiago, i den centrala delen av landet, 230 km söder om huvudstaden Quito. Abanico Dam ligger 2 161 meter över havet.
Terrängen runt Abanico Dam är varierad. Abanico Dam ligger uppe på en höjd. Runt Abanico Dam är det ganska glesbefolkat, med 26 invånare per kvadratkilometer. Närmaste större samhälle är Macas, 11,3 km sydost om Abanico Dam. I omgivningarna runt Abanico Dam växer i huvudsak städsegrön lövskog.